# Francisco de Sota
Francisco de Sota (Puente Arce, Cantabria, octubre de 1615 - Madrid, 20 de noviembre de 1680) fue un religioso español, cronista oficial de Carlos II.

## Biografía
Sota nació en Puente Arce a finales del mes de octubre de 1615, siendo bautizado el 1 de noviembre en la iglesia de Nuestra Señora de Arce. 
La familia de Sota tenía fuerte raigambre religiosa como muestra que su padre fuera familiar del Santo Oficio de Navarra, su tío Marcos cura de Arce durante muchos años, y Juan de la Tornera Villegas, cura de Bezana. Su hermano mayor, Mauro, fue monje benedictino en el monasterio de San Salvador de Oña, y con el tiempo llegaría a ser Prior de San Fructuoso de Miengo.
Su educación transcurrió entre Arce con su familia y el priorato de San Fructuoso en Miengo, distante de su casa en torno a seis kilómetros. Casi con 19 años, el 9 de agosto de 1634, ingresaba en el monasterio de San Pedro de Eslonza en León. No lo pudo hacer en el burgalés de Oña, más cercano sin duda, porque era tradición de los benedictinos que no hubiera dos hermanos en la misma abadía. Tomaría el hábito en Eslonza el 18 de octubre del mismo año.
Hacia el año 1665 se traslada a Madrid, seguramente llamado por la Corte al morir Felipe IV para ejercer como Cronista oficial de Carlos II, donde residió en el monasterio benedictino de San Martín, en el que escribió su Chronica de los Principes de Astvrias, y Cantabria.
Falleció el 20 de noviembre de 1680, poco antes de que apareciera publicada dicha obra en el año 1681, según se indica en una “Nota al lector” tras las licencias y tasas de la publicación, donde se dice expresamente que “sale a la luz después de muerto su Autor”.
La Chronica es su obra más conocida, y con ella pretende enaltecer a Cantabria y Asturias a base de leyendas y sin una investigación rigurosa, mezclando los linajes solariegos con datos apócrifos e invenciones, y defendiendo que los nobles de las Asturias de Santillana eran soberanos de sus estados, ya que su poder no lo recibieron de los reyes de Castilla al ser anteriores a ellos.
Francisco Sota juega continuamente con los topónimos de Cantabria atribuyéndolos en la mayoría de los casos a derivaciones de nombres mitológicos. Sin embargo, sí pueden ser útiles las descripciones que hace de los lugares que él mismo conoce.
Dice José María de Cossío que la Chronica tiene “una parte utilizable, cuando dejándose de improbables fantasías viene, en épocas propiamente históricas, a discurrir fundándose en diplomas y escrituras que maneja como la tradición de su Orden exigía”.
Marcelino Menéndez Pelayo dijo de Sota que es un “regionalista en profecía”, digno de memoria y aun de estudio y consulta en la segunda parte de su obra que se apoya en un sólido aparato de Privilegios y escrituras. Y lo considera el más destacado investigador del pasado de Cantabria.
José María Iglesias Gil, profesor de la Universidad de Cantabria, afirma que Sota aporta un mayor grado de cientificidad que Gregorio de Argaiz, y que la estructura de su Chronica es bastante moderna, dedicando los primeros capítulos a realizar una crítica sistemática, con las citas bibliográficas adecuadas, de los partidarios de las distintas corrientes historiográficas para, finalmente, defender la tesis “montaña-cantabrista”.
M. J. Fernández Pardo y Mario Crespo (2017) señalan que a Sota le vale además un puesto notable en el debate secular sobre la identificación de la Cantabria prerromana con el País Vasco o la actual Cantabria.
La Sociedad Cántabra de Escritores ha editado en 2015 una edición facsímil de la Chronica de Sota, al cumplirse el IV Centenario de su nacimiento, con motivo del IV Día de las Letras de Cantabria 2015, cuyo acto tuvo lugar en la sede del Parlamento de Cantabria. Fue Coordinado por Marino Pérez Avellaneda, que en el número LXXXVI de la revista Altamira del Centro de Estudios Montañeses (2015) ha publicado el más reciente estudio sobre su vida y obra, haciendo un estudio de fondo y forma de la Chronica.